# قرار مجلس الأمن التابع للأمم المتحدة رقم 162
قرار مجلس الأمن التابع للأمم المتحدة رقم 162، الذي تم تبنيه في 11 أبريل 1961، بعد شكوى قدمها الأردن وأشار إلى قرار لجنة الهدنة الإسرائيلية الأردنية المشتركة، وافق المجلس على قرار تلك الهيئة وحث إسرائيل على الامتثال له. وطلب المجلس من عضو اللجنة التعاون لضمان الامتثال لاتفاقية الهدنة العامة بين إسرائيل والأردن. وقد حضر الاجتماع ممثلون عن الأردن وإسرائيل.
تم تبني القرار بأغلبية ثمانية أصوات، ولم يعارضه أحد، وامتنع ثلاثة عن التصويت من سيلان والاتحاد السوفيتي والجمهورية العربية المتحدة.